# Rhipidia (Rhipidia) calverti
Rhipidia (Rhipidia) calverti is een tweevleugelige uit de familie steltmuggen (Limoniidae). De soort komt voor in het Neotropisch gebied.